# Регнальд (конунг Гардарики)
Регнальд Высокий (или Рыжая Борода) — согласно легендам, изложенным Саксоном Грамматиком и его продолжателями, внук Радбарта, по "Сёгуброту" родственник или брат, вождь рутенов (Regnaldus Ruthenus, Rathbarthi nepos) (Гардарики). В некоторых вариантах уточняется, что Регнальд правил в Кенугарде (Киеве).

## Основные сведения
Регнальд упоминается в основном в связи со знаменитой битвой при Бравалле, как союзник Сигурда Кольцо, которому приходится двоюродным братом. Отмечается, что Регнальд Высокий был сильнейшим из прибывших союзников Сигурда. Прозвище Рыжая Борода символизирует силу и мудрость, а также означает связь с колдовством.
Согласно исландской книге "Сёгуброт" Регнальд погиб в поединке с фризским витязем Убби:
«Недолго длился бой, как войско конунга Харальда атаковал витязь, которого звали Убби Фриз. Он напал там, где была передняя часть клина в строю конунга Хринга, и провёл первый бой с Рёгнвальдом Радбардом, и их схватка была очень жестокой, и можно было видеть ужасные удары, которыми обменивались эти смельчаки. Они наносили друг другу много могучих ударов, но Убби был столь великим витязем, что не останавливался, пока поединок их не кончился тем, что Рёгнвальд погиб от руки Убби.»

## Этимологии имени
Имя Регнальд обычно считают формой др.-сканд. имени Рёгнвальд (шведское Ragnvald), или сопоставляют с именами зафиксированными в других языках. Например, славянское имя Rohovlad Рогволод, которое в средневековье встречается у чехов, или литовское — Рингольд.